# Tổ chức các quốc gia xuất khẩu gạo
Tổ chức các quốc gia xuất khẩu gạo (tiếng Anh: Organization of Rice Exporting Countries, viết tắt OREC) là một dự án tổ chức đa chính phủ được thành lập bởi các nước Việt Nam, Thái Lan, Campuchia, Lào, Myanmar và các nước xuất khẩu gạo khác. Dự án này được thế giới biết đến vào tháng 4 năm 2007 sau những công bố của các quốc gia thành viên. Các nước thành viên OREC xuất khẩu vào khoảng 70% tổng sản lượng xuất khẩu gạo thế giới. OREC có khả năng điều hòa cung cầu gạo, ổn định thị trường gạo, bao gồm các chính sách sản xuất và xuất khẩu gạo, ổn định giá gạo hế giới và giúp cho nông dân không bị thiệt hại cũng như điều hòa phân phối và phòng ngừa nạn khan hiếm gạo cũng như nạn đói, ủng hộ về mặt kỹ thuật, thương mại và chính trị cho các thành viên.

## Thành viên
- Campuchia
- Lào
- Myanmar
- Thái Lan
- Việt Nam